# Jean Baptiste Bulliard
Jean Baptiste François Pierre Bulliard (Aubepierre-sur-Aube, 24 novembre 1752 – Parigi, 26 settembre 1793) è stato un botanico, medico e micologo francese.
Studiò medicina a Langres, incominciò i suoi studi botanici all'abbazia di Clairvaux e poi a Parigi.
Fu discepolo di Jean-Jacques Rousseau.
La sua opera Dictionnaire Elémentaire de Botanique (1783) ha dato un contributo alla terminologia botanica e al sistema tassonomico linneano.

## Pubblicazioni
- Flora Parisiensis, ou Descriptions et figures des plantes qui croissent aux environs de Paris (1776 - 1780)
- Herbier de la France, ou Collection complète des plantes indigènes de ce royaume (1780 - 1793)
- Dictionnaire élémentaire de botanique, ou Exposition par ordre alphabétique des préceptes de la botanique et de tous les termes, tant françois que latins, consacrés à l'étude de cette science (1783)
- Histoire des plantes vénéneuses et suspectes de la France (1784)
- Histoire des champignons de la France, ou Traité élémentaire renfermant dans un ordre méthodique les descriptions et les figures des champignons qui croissent naturellement en France (1791 - 1812)
- Aviceptologie (1796)